# U-12 오세아니아 야구 선수권 대회
U-12 오세아니아 야구 선수권 대회(영어: U-12 Oceania Baseball Championship, U-12 BCO Championships)는 WBSC 오세아니아가 주관하는 국제 야구 대회로 12세 이하의 선수들이 참가한다. WBSC U-12 야구 월드컵 대회의 오세아니아 지역 예선을 겸한다.

## 대회 결과
| 연도 | 개최지         |                | 우승      | 준우승          | 3위 |
| ---- | -------------- | -------------- | --------- | --------------- | --- |
| 2017 | 괌             | 오스트레일리아 | 괌        | 아메리칸사모아  |     |
| 2019 | 오스트레일리아 | 대회 취소      | 대회 취소 | 대회 취소       |     |
| 2024 | 괌             | 오스트레일리아 | 괌        | 북마리아나 제도 |     |